# Tristan da Silva
Tristan da Silva (Munique, 15 de maio de 2001) é um jogador alemão-brasileiro de basquete profissional que atualmente joga no Orlando Magic da National Basketball Association (NBA).
Ele jogou basquete universitário pela Universidade do Colorado e foi selecionado pelo Magic pela 18º escolha geral no draft da NBA de 2024.

## Primeiros anos
Da Silva nasceu e foi criado em Munique, Alemanha, filho de pai brasileiro e mãe alemã. Em 2019, ele jogou simultaneamente no Schwabing, na Regionalliga, e no IBA München na NBBL. Em 12 jogos com IBA München, da Silva liderou o time na pontuação com média de 16,9 pontos, enquanto acertou 53,2% dos arremessos.
Da Silva se comprometeu a jogar basquete universitário nos Estados Unidos pela Universidade do Colorado em meio à pandemia de COVID-19.

## Carreira universitária
Da Silva jogou em 24 jogos e teve médias de 2,7 pontos e 1,0 rebote durante sua temporada de calouro no Colorado. Ele se tornou titular em sua segunda temporada e teve médias de 9,4 pontos e 3,5 rebotes em 31 jogos disputados.
Em seu terceiro ano, Da Silva foi nomeado para a Primeira-Equipe da Pac-12 após ter médias de 15,9 pontos, 4,8 rebotes e 1,3 roubos de bola. Em 2023, Da Silva registrou seu nome para o draft da NBA, mas acabou retornando ao Colorado para sua última temporada. Em sua temporada final no Colorado, ele teve médias de 16,0 pontos, 5,1 rebotes e 2,4 assistências, enquanto acertou 39,5% da linha de 3. Ele foi nomeado para a Segunda-Equipe da Pac-12.
Da Silva se declarou para o draft da NBA de 2024 em 29 de abril de 2024.

## Carreira profissional

### Orlando Magic (2024–Presente)
Em 26 de junho de 2024, da Silva foi selecionado pelo Orlando Magic como a 18ª escolha geral no draft da NBA de 2024. Ele se juntou aos seus companheiros de universidade, Cody Williams e KJ Simpson, tornando o Colorado um dos três programas a ostentar pelo menos três escolhas de draft no draft de 2024. Em 6 de julho, ele assinou um contrato de 4 anos e US$17.5 milhões com o Magic.
Em 23 de outubro de 2024, Da Silva fez sua estreia na NBA em uma vitória de 116–97 sobre o Miami Heat.

## Estatísticas de carreira

### Universidade
| Ano      | Equipe   | PJ  | PT | MPJ  | AP   | 3P   | LL   | RT  | AS  | BR  | TO | PPJ  |
| -------- | -------- | --- | -- | ---- | ---- | ---- | ---- | --- | --- | --- | -- | ---- |
| 2020–21  | Colorado | 24  | 0  | 9.3  | .529 | .267 | .583 | 1.0 | .3  | .3  | .1 | 2.7  |
| 2021–22  | Colorado | 31  | 31 | 28.3 | .479 | .373 | .797 | 3.5 | 2.0 | .6  | .5 | 9.4  |
| 2022–23  | Colorado | 35  | 33 | 30.9 | .496 | .394 | .755 | 4.8 | 1.3 | 1.3 | .4 | 15.9 |
| 2023–24  | Colorado | 34  | 34 | 33.8 | .493 | .395 | .835 | 5.1 | 2.4 | 1.1 | .6 | 16.0 |
| Carreira | Carreira | 124 | 98 | 25.5 | .499 | .357 | .742 | 3.6 | 1.5 | .8  | .4 | 11.0 |

## Vida pessoal
O irmão mais velho de Da Silva, Oscar, jogou basquete universitário na Universidade de Stanford e atualmente joga profissionalmente pelo Bayern de Munique. Seu pai, Valdemar da Silva, era um boxeador profissional antes de imigrar para a Alemanha na década de 1990 e é dono de um restaurante brasileiro em Munique. Tristan fala cinco idiomas: alemão, português, espanhol, francês e inglês.
Apesar de ter sido selecionado pelo Orlando Magic, seu time favorito quando criança era o Los Angeles Lakers. Seu jogador favorito é Luka Dončić. Ele gosta de música e futebol. Com dupla cidadania (alemã e brasileira), Tristan ainda pode escolher representar qualquer uma das nações na FIBA.

## Links externos
- Biografia do Colorado Buffaloes